# بويرتو مالدونادو
بويرتو مالدونادو هي مدينة، تتبع Tambopata province ‏، هي عاصمة إقليم مادر دي ديوس، وTambopata province ‏، وTambopata District ‏، بلغ عدد سكانها 92٬000 نسمة.

## المناخ
يظهر الجدول التالي التغييرات المناخية على مدار السنة لبويرتو مالدونادو:
| البيانات المناخية لـبويرتو مالدونادو      | البيانات المناخية لـبويرتو مالدونادو | البيانات المناخية لـبويرتو مالدونادو | البيانات المناخية لـبويرتو مالدونادو | البيانات المناخية لـبويرتو مالدونادو | البيانات المناخية لـبويرتو مالدونادو | البيانات المناخية لـبويرتو مالدونادو | البيانات المناخية لـبويرتو مالدونادو | البيانات المناخية لـبويرتو مالدونادو | البيانات المناخية لـبويرتو مالدونادو | البيانات المناخية لـبويرتو مالدونادو | البيانات المناخية لـبويرتو مالدونادو | البيانات المناخية لـبويرتو مالدونادو | البيانات المناخية لـبويرتو مالدونادو |
| الشهر                                     | يناير                                | فبراير                               | مارس                                 | أبريل                                | مايو                                 | يونيو                                | يوليو                                | أغسطس                                | سبتمبر                               | أكتوبر                               | نوفمبر                               | ديسمبر                               | المعدل السنوي                        |
| ----------------------------------------- | ------------------------------------ | ------------------------------------ | ------------------------------------ | ------------------------------------ | ------------------------------------ | ------------------------------------ | ------------------------------------ | ------------------------------------ | ------------------------------------ | ------------------------------------ | ------------------------------------ | ------------------------------------ | ------------------------------------ |
| الدرجة القصوى °م (°ف)                     | 36.7 (98.1)                          | 36.0 (96.8)                          | 36.5 (97.7)                          | 36.6 (97.9)                          | 37.0 (98.6)                          | 38.7 (101.7)                         | 39.2 (102.6)                         | 38.1 (100.6)                         | 40.0 (104.0)                         | 39.4 (102.9)                         | 39.0 (102.2)                         | 39.5 (103.1)                         | 40.0 (104.0)                         |
| متوسط درجة الحرارة الكبرى °م (°ف)         | 30.9 (87.6)                          | 30.7 (87.3)                          | 31.0 (87.8)                          | 30.7 (87.3)                          | 29.8 (85.6)                          | 29.0 (84.2)                          | 29.6 (85.3)                          | 31.2 (88.2)                          | 32.0 (89.6)                          | 32.0 (89.6)                          | 31.6 (88.9)                          | 31.1 (88.0)                          | 30.8 (87.4)                          |
| متوسط درجة الحرارة الصغرى °م (°ف)         | 21.4 (70.5)                          | 21.2 (70.2)                          | 20.9 (69.6)                          | 20.3 (68.5)                          | 18.8 (65.8)                          | 17.4 (63.3)                          | 16.8 (62.2)                          | 17.8 (64.0)                          | 18.8 (65.8)                          | 20.4 (68.7)                          | 21.1 (70.0)                          | 21.3 (70.3)                          | 19.7 (67.5)                          |
| أدنى درجة حرارة °م (°ف)                   | 15.0 (59.0)                          | 14.0 (57.2)                          | 13.0 (55.4)                          | 11.5 (52.7)                          | 7.0 (44.6)                           | 7.0 (44.6)                           | 4.5 (40.1)                           | 7.4 (45.3)                           | 4.7 (40.5)                           | 13.0 (55.4)                          | 13.0 (55.4)                          | 15.5 (59.9)                          | 4.5 (40.1)                           |
| الهطول مم (إنش)                           | 342.6 (13.49)                        | 333.4 (13.13)                        | 274.9 (10.82)                        | 154.2 (6.07)                         | 105.5 (4.15)                         | 57.6 (2.27)                          | 56.8 (2.24)                          | 63.3 (2.49)                          | 98.1 (3.86)                          | 164.4 (6.47)                         | 236.9 (9.33)                         | 279.3 (11.00)                        | 2٬167 (85.31)                        |
| المصدر #1: NOAA                           |                                      |                                      |                                      |                                      |                                      |                                      |                                      |                                      |                                      |                                      |                                      |                                      |                                      |
| المصدر #2: CIIFEN (record highs and lows) |                                      |                                      |                                      |                                      |                                      |                                      |                                      |                                      |                                      |                                      |                                      |                                      |                                      |

## أعلام
- إريك توريس